# Willis (Kansas)
Willis es una ciudad ubicada en el condado de Brown el estado estadounidense de Kansas. En el año 2010 tenía una población de 38 habitantes y una densidad poblacional de 95 personas por km².

## Geografía
Willis se encuentra ubicada en las coordenadas 39°43′27″N 95°30′20″O / 39.72417, -95.50556 (39.724165, -95.505479).

## Demografía
Según la Oficina del Censo en 2000 los ingresos medios por hogar en la localidad eran de $28,125 y los ingresos medios por familia eran $30,000. Los hombres tenían unos ingresos medios de $17,188 frente a los $17,188 para las mujeres. La renta per cápita para la localidad era de $12,592. Alrededor del 4.8% de la población estaban por debajo del umbral de pobreza.